# Metro (MC)
Sergi Pau "Metro" Giménez (Gerona, 1970) es un MC de hip hop español.

## Biografía
Se inició en el mundo del hip hop a través del breakdance hacia 1983-84; siendo considerado uno de los pioneros del rap en España. Tres años después tomó el nombre de Baxter G, que cambió a Ser G para finalmente tomar el de Metro. En 1988 creó el grupo ACES, que fusionó con otros colegas para formar Geronación en 1991.
Tras su polémico beef con Kase O, Metro se alejó un poco de la escena.
Estuvo a punto de fichar por BOA, pero optó por seguir en Avoid, discográfica que finalmente quebró. Tras la disolución de Geronación en 2006, Metro inicia su andadura en solitario y ha desestimado un posible regreso del grupo.
Actualmente forma grupo con DJ Soyez, llamándose LaTecnika. Dicha formación comenzó haciendo directos de forma esporádica a finales de los noventa. Han sacado una mixtape: Amor Material, con colaboraciones de MCs como Bano, Erick B, Presión, entre otros y del monologuista LazLow Panaflex. En ella aparece una crítica al rapero The Game. Respecto a las instrumentales, en ellas se aprecia una clara influencia de ritmos old school.
En marzo de 2010 participó del Festival Hip Hop Contra el Racismo. El 23 de abril de 2011 LaTecnika sacó el disco Nueva Escuela, un trabajo que consolida al grupo en la escena underground.

## Estilo
En sus letras encontramos un fuerte compromiso político con ideas anarquistas y/o socialistas, antiglobalización, y duras críticas a instituciones como la monarquía española y al consumismo, el nacionalismo y la política exterior de los Estados Unidos, entre otros temas. También critica al gangsta rap, si bien escucha clásicos pioneros de dicho subgénero como Ice T. Respecto a las instrumentales, producidas por DJ Soyez podemos observar claras influencias de la old school.

## Discografía

### Con Geronación
- Guerrilla MC's (maxi, Avoid, 1997)
- En el sitio (LP, Avoid, 1999)
- Pa representar (LP, Avoid, 2002)
- El zulo (EP, Avoid, 2002)
- Superhéroes del underground (Maxi, Avoid, 2004)
- Teatro (LP, Avoid, 2004)

### Con LaTecnika
- Amor Material (mixtape, sin discográfica, 2007)
- Nueva Escuela (LP, sin discográfica, 2011)

## Videografía (con LaTecnika)
- «Esos Rappers Ahí»[6]
- «Yo soy»[7]
- «No hay fallo»[8]